# Eugenio Staccione
Eugenio Staccione (Turín, Provincia de Turín, Italia, 14 de abril de 1909 - Turín, Provincia de Turín, Italia, 5 de mayo de 1967) fue un futbolista italiano. Se desempeñaba en la posición de guardameta.

## Clubes
| Club           | País   | Año         |
| -------------- | ------ | ----------- |
| Torino F. C.   | Italia | 1925 - 1927 |
| Casale Calcio  | Italia | 1927 - 1929 |
| Torino F. C.   | Italia | 1929 - 1931 |
| A. C. Messina  | Italia | 1931 - 1934 |
| Juventus F. C. | Italia | 1934 - 1937 |
| U. S. Aosta    | Italia | 1937 - 1940 |

## Palmarés

### Campeonatos nacionales
| Título  | Club           | País   | Año     |
| ------- | -------------- | ------ | ------- |
| Serie A | Juventus F. C. | Italia | 1934-35 |